# Dinastia Barman
La dinastia Barman o Varman (350-650) fou la dels primers governants històrics de Kamarupa o Kamrup; va ser establerta per Pushya Barman, un contemporani de Samudragupta. Aquesta dinastia esdevingué vassalla de l'imperi Gupta, però quan el poder dels Guptes va decaure, Mahendra Varman (470-494) va fer el sacrifici de dos cavalls i es va despendre del del jou imperial. La primera de les tres dinasties de Kamarupa, el Varmans o Barmans, va ser seguida per la dinastia Mlechchha de Xaala Stambha i després d'una restauració dels Barman, va seguir la dinastia Pala (en llengua local Paal).

## Genealogia
La genealogia dels Varman o Barman apareix plenament en les inscripcions en lamines de coure de Dubi i Nidhanpur del darrer rei Varman, Bhaskar Varman (650-655), on Pushya Varman és anomenat el fundador. La inscripció de Dubi de Bhaskar Varman afirma que Pushya Varman va néixer en la família de Naraka, Bhagadatta i Vajradatta (mentre fou el cas per les altres dues dinasties de Kamarupa) tres mil anys després d'aquests avantpassats mítics. La dinastia del mig Mlechha (Mech) encara que reclama la mateixa descendència fou una nissaga de governants tribals nadius. K.L. Barua opina que hi va haver una revolta Mlechha (Mech) a Kamarupa i Salastambha i el dirigent o governador dels Mlecches va usurpar el tron deposan a Avanti Barman successor immediat de Bhaskar Varman.

## Llista de reis
|    | Regnat  | Nom                  | Successió                           | Reina        |
| -- | ------- | -------------------- | ----------------------------------- | ------------ |
| 1  | 350-374 | Pushya Varman        | Descendència suposada de Bhagadatta | (Desconegut) |
| 2  | 374-398 | Samudra Varman       | Fill de Pushya Varman               | Dattadevi    |
| 3  | 398-422 | Bala Varman          | Fill de Samudra Varman              | Ratnavati    |
| 4  | 422-446 | Kalyana Varman       | Fill de Bala Varman                 | Gandharavati |
| 5  | 446-470 | Ganapati Varman      | Fill de Kalyana Varman              | Yajnavati    |
| 6  | 470-494 | Mahendra Varman      | Fill de Ganapati Varman             | Suvrata      |
| 7  | 494-518 | Narayana Varman      | Fill de Mahendra Varman             | Devavati     |
| 8  | 518-542 | Bhuti Varman         | Fill de Narayana Varman             | Vijnayavati  |
| 9  | 542-566 | Chandramukha Varman  | Fill de Bhuti Varman                | Bhogavati    |
| 10 | 566-590 | Sthita Varman        | Fill de Chandramukha Varman         | Nayanadevi   |
| 11 | 590-595 | Susthita Varman      | Fill de Sthita Varman               | Syamadevi    |
| 12 | 595-600 | Supratisthita Varman | Fill de Susthita Varman             | (solter)     |
| 13 | 600-650 | Bhaskar Varman       | Germà de Supratisthita Varman       | (solter)     |
| 14 | 650-655 | Avanti Varman        | (Desconegut)                        | (Desconegut) |